# シュタイヤータール鉄道
シュタイヤータール鉄道（ドイツ語: Steyrtalbahn）は、オーストリアの鉄道路線。同国における軌間760 mm（ボスニア軌間）の鉄道路線の中で最も長い歴史を持ち、2022年現在はオーストリア鉄道歴史協会（Österreichischen Gesellschaft für Eisenbahngeschichte、ÖGEG）による保存列車が運行している。

## 歴史
オーストリアの都市・シュタイヤーやその周辺地域に鉄道を建設する計画は19世紀の時点で既に立ち上がっており、1887年にクレムスタール鉄道（Kremstalbahn、現：ピュールン線）がバートハールやクラウスへ到達した。一方、同時期の1886年にはガルステンからシュタイヤー渓谷を経由する鉄道の計画が動き出し、軌間については地形上の理由からバルカン半島で多く採用されていた狭軌（760 mm）が採用される事となった。そして、技術者のヨーゼフ・リッター・フォン・ヴェヌシュ（Josef Ritter von Wenusch）が1888年に鉄道の建設・運営権を獲得し、直後にシュタイヤータール鉄道株式会社（Steyrtalbahn AG）が設立された。そして1889年8月19日、ガルステン - グリュンブルク間が最初の路線として開通した。
以降は順次路線の延伸が行われたが、路線網が並行していたクレムスタール鉄道はクラウス方面への延伸に対して反対を示し、その結果ペルガーン（Pergern） - バートホール間の支線が先に開通した。クラウス方面への延伸が実現したのは、クレムスタール鉄道が国営化されて以降の1909年となった。以降、シュタイヤータール鉄道は旅客輸送に加えて製鉄所をはじめとする工場からの貨物輸送で大いに栄え、運営企業は毎年のように黒字を記録した。特に第一次世界大戦中は沿線の武器工場からの輸送量が急増した。
だが、第一次世界大戦終戦後は路線バスとの競争が激化し、1933年に支線のうちジーニングとバートホール間の末端部分が廃止された。一方で1931年には鉄道の業務がオーストリア連邦鉄道（BBÖ）に受け継がれ、第二次世界大戦によるオーストリア併合に伴い1940年から1947年までの間はドイツ国営鉄道による運営が実施された。
終戦後、シュタイヤータール鉄道はオーストリア連邦鉄道（ÖBB）が所有する狭軌鉄道路線となったが、線路の最大重量の都合から他の路線に導入が実施された本線向けのディーゼル機関車（2095形）の走行が出来ず、長期にわたって蒸気機関車が使用された。しかし、これはシュタイヤータール鉄道の近代化が行われない結果となり、1967年に支線の残存区間（ペルガーン - ジーニング）が廃止されて以降順次路線網は縮小していった。そして、1980年に起きた落石事故の影響による運輸委員会からの安全性の懸念もあり、1982年2月28日をもって最後に残されたガルステン - グリュンブルク間の営業運転が終了した。
一方、営業運転時代から同路線で蒸気機関車を用いた営業運転を続けていたオーストリア鉄道歴史協会（Österreichischen Gesellschaft für Eisenbahngeschichte、ÖGEG）は路線の継続的な運用を望み、長い交渉の末にシュタイヤー地方鉄道駅（Steyr Lokalbahnhof）- グリュンブルク駅の間、約17 kmの所有権を獲得した。そして1985年以降、同区間を用いた蒸気機関車列車の動態保存運転が行われている。また、廃線跡の一部はサイクリングロードとして整備されている。

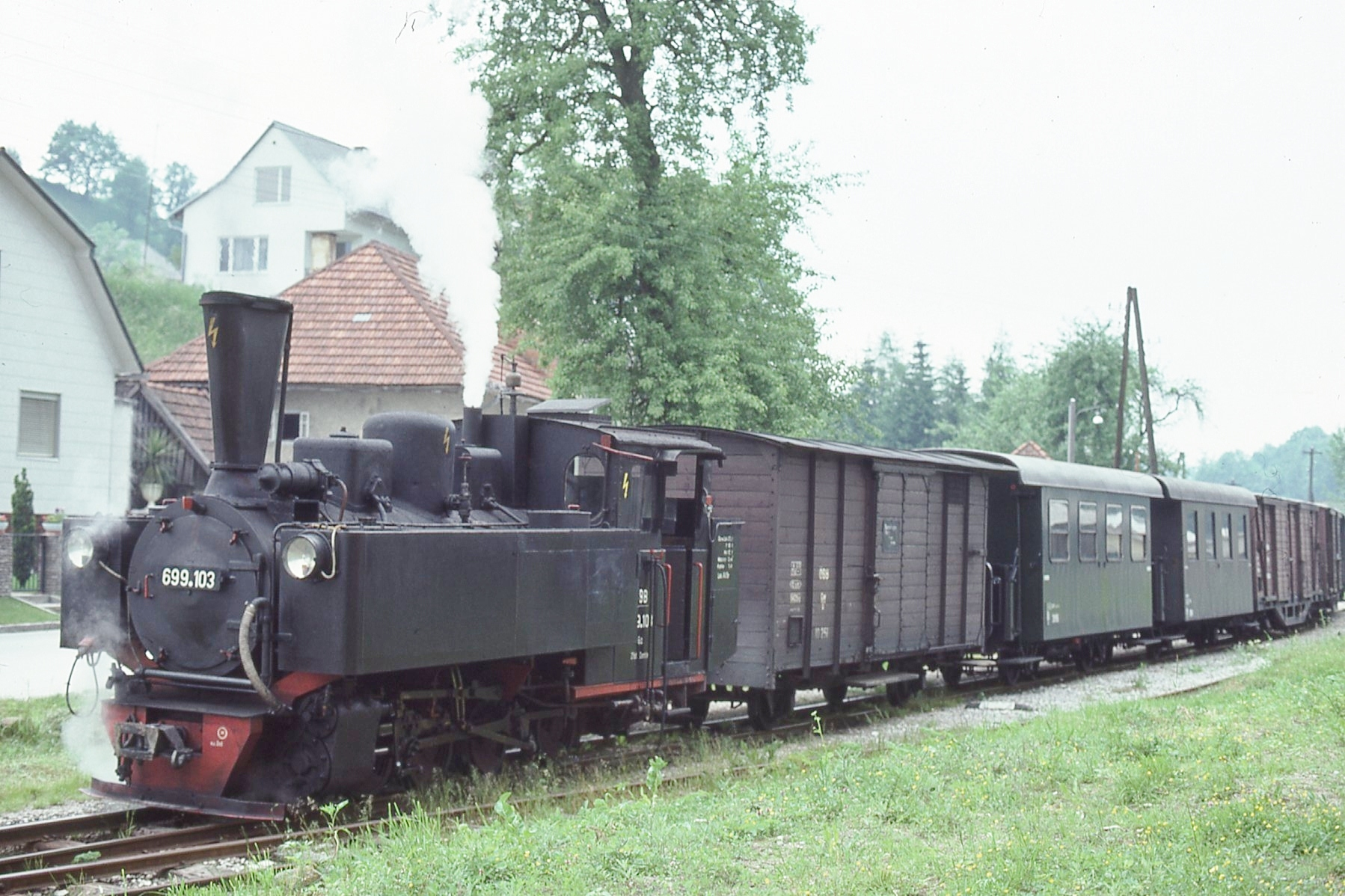
定期運転時代のシュタイヤータール鉄道（1977年撮影）
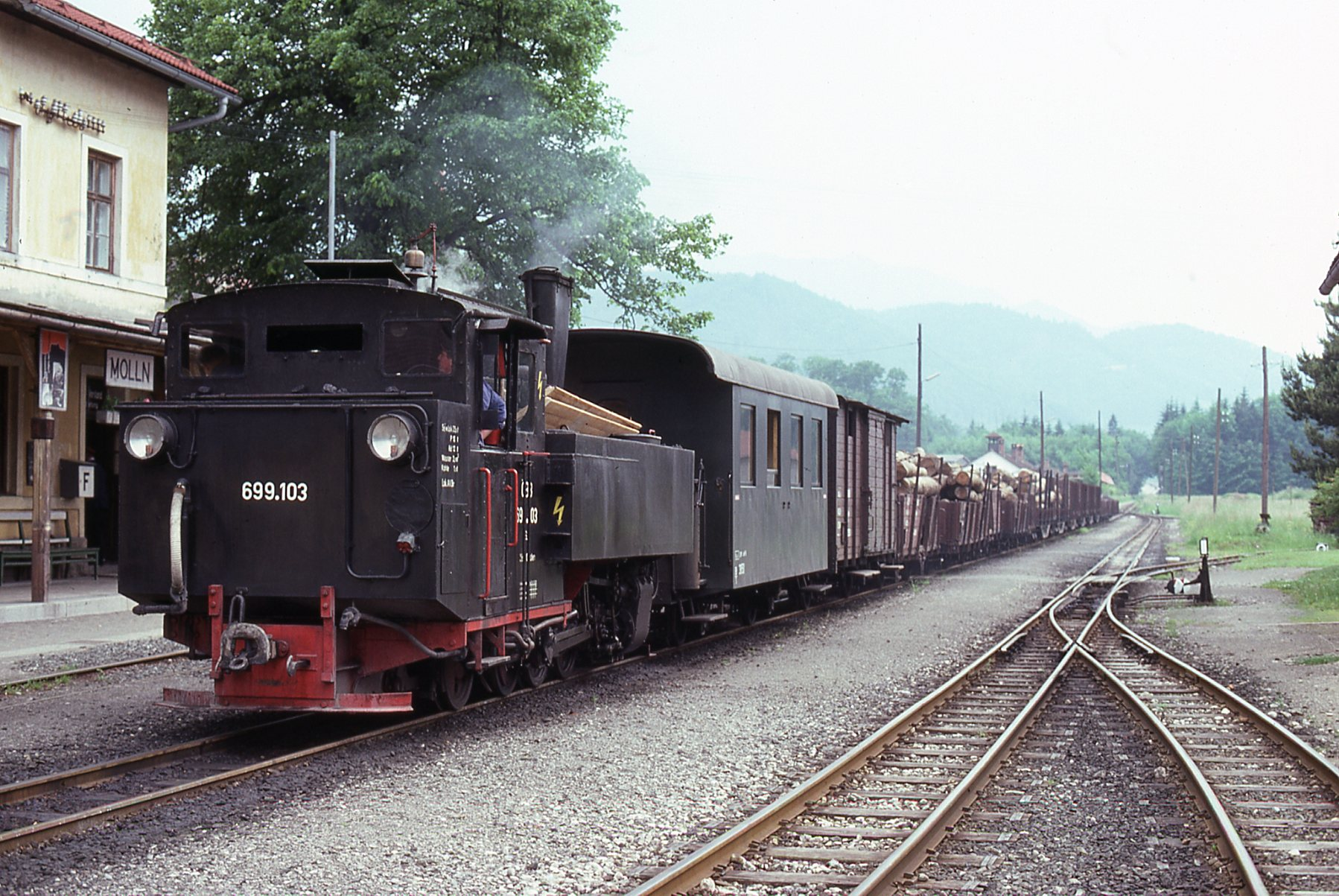
モルン（Molln）駅までの区間は1980年に廃止された（1977年撮影）

## 経路

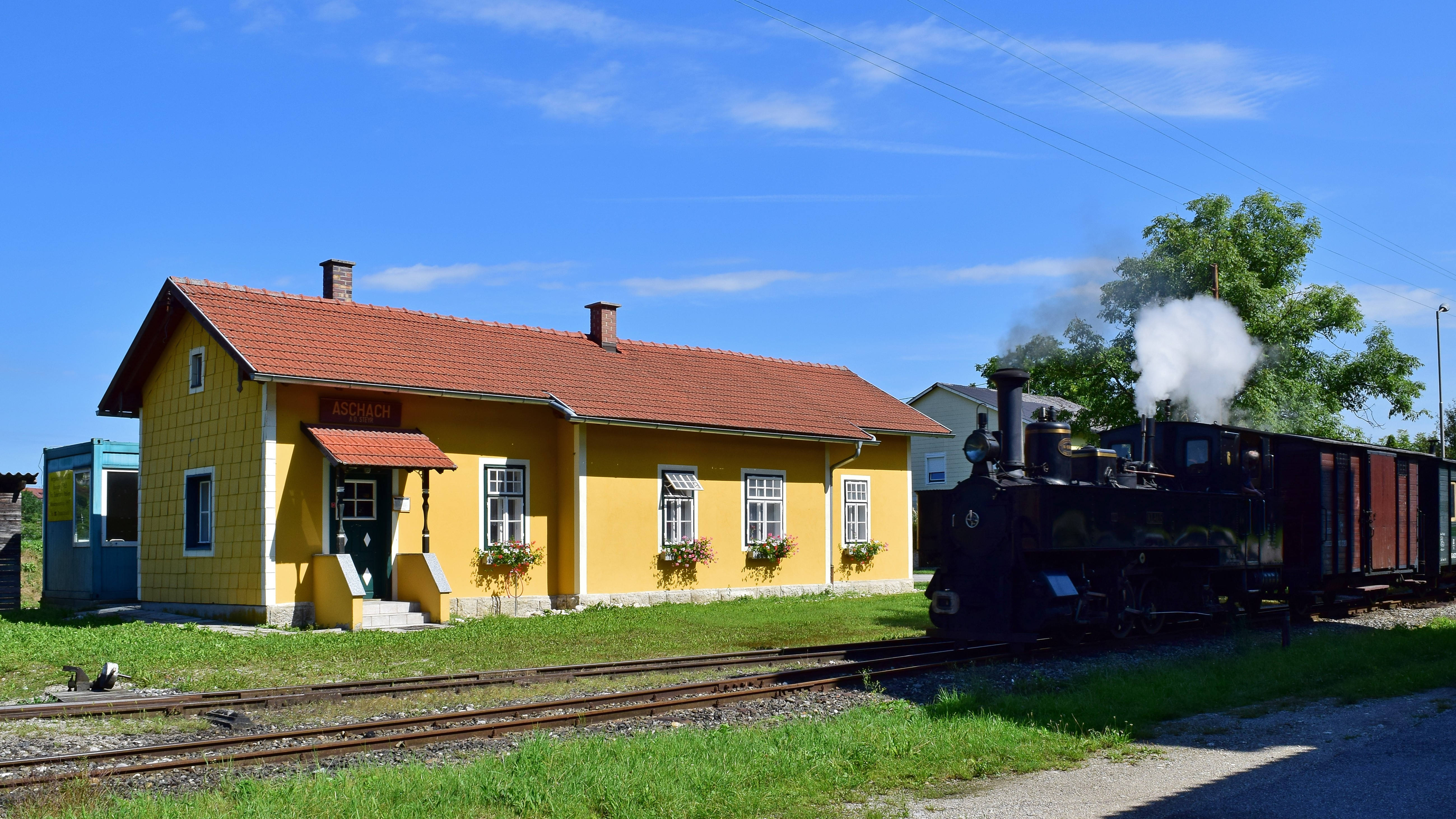
シュタイヤー地方鉄道駅（Steyr Lokalbahn）
（2016年撮影）

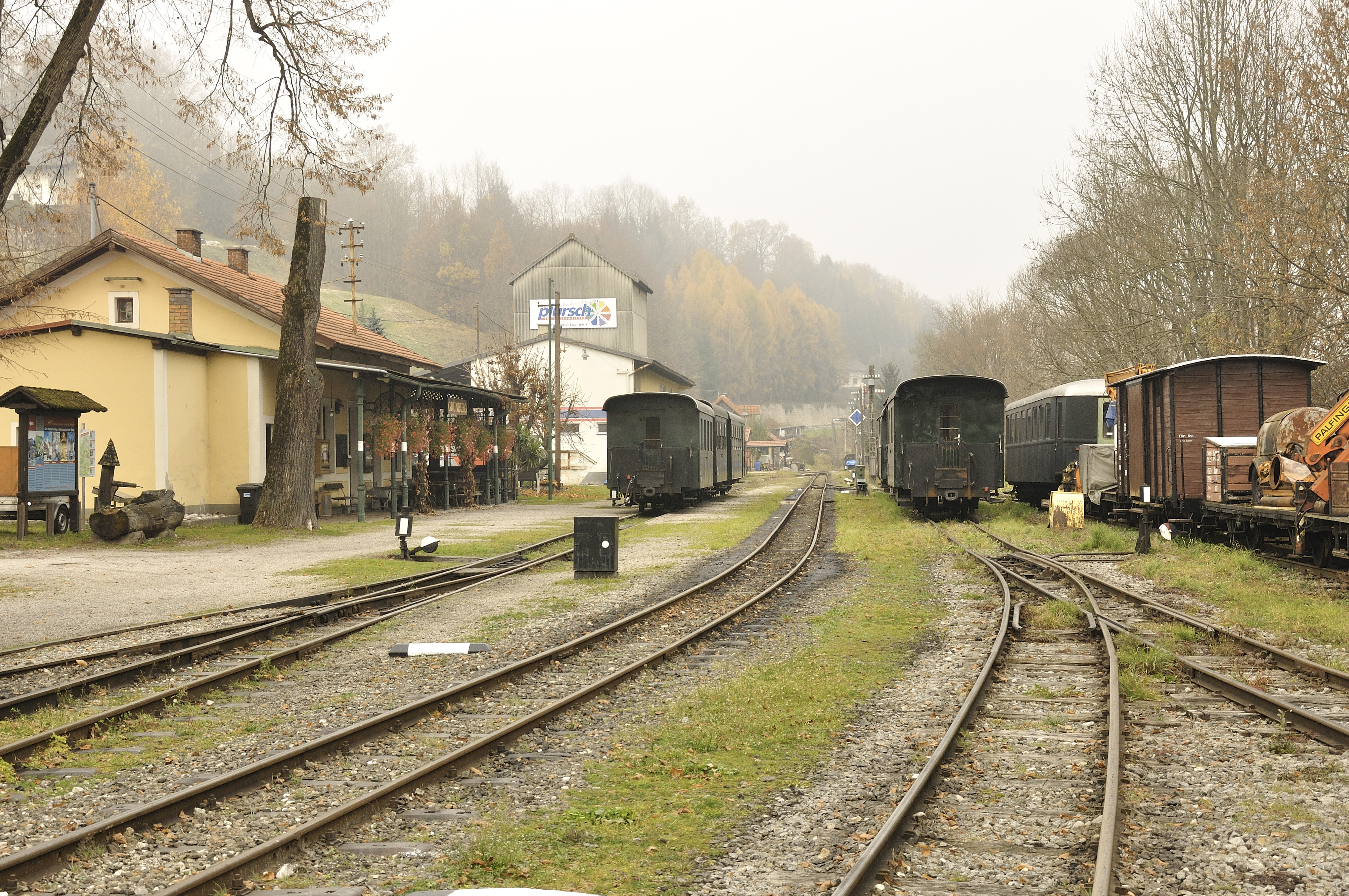
グリュンベルク駅（Grünburg）
（2011年撮影）

2022年現在、オーストリア鉄道歴史協会は特定の日時において以下の区間で営業運転を行っている。また、顧客の要望に基づいた貸切運転にも対応している。
| 駅名                    | 所要時間 | 備考・参考                                     |
| ----------------------- | -------- | ---------------------------------------------- |
| Steyr Lokalbahn         | -        | オーストリア連邦鉄道のシュタイヤー駅とは異なる |
| Unterhimmel-Christkindl | 6分      |                                                |
| Schloss Rosenegg        | 12分     |                                                |
| Pergern                 | 18分     | 1967年まで支線が分岐                           |
| Neuzeug                 | 26分     |                                                |
| Letten                  | 31分     |                                                |
| Aschach an der Steyr    | 37分     |                                                |
| Sommerhubermühle        | 45分     |                                                |
| Waldneukirchen          | 54分     |                                                |
| Grünburg                | 60分     | 車庫・小規模な鉄道博物館が近接                 |

## 車両
2022年現在、シュタイヤータール鉄道では開通時に導入された車両を含めた複数の蒸気機関車が在籍しており、一部は客車や貨車を牽引する動態保存運転が行われている。また、線路の保守や車両の入換などに用いる小型のディーゼル機関車やモーターカー、事業用車両も複数両存在する。

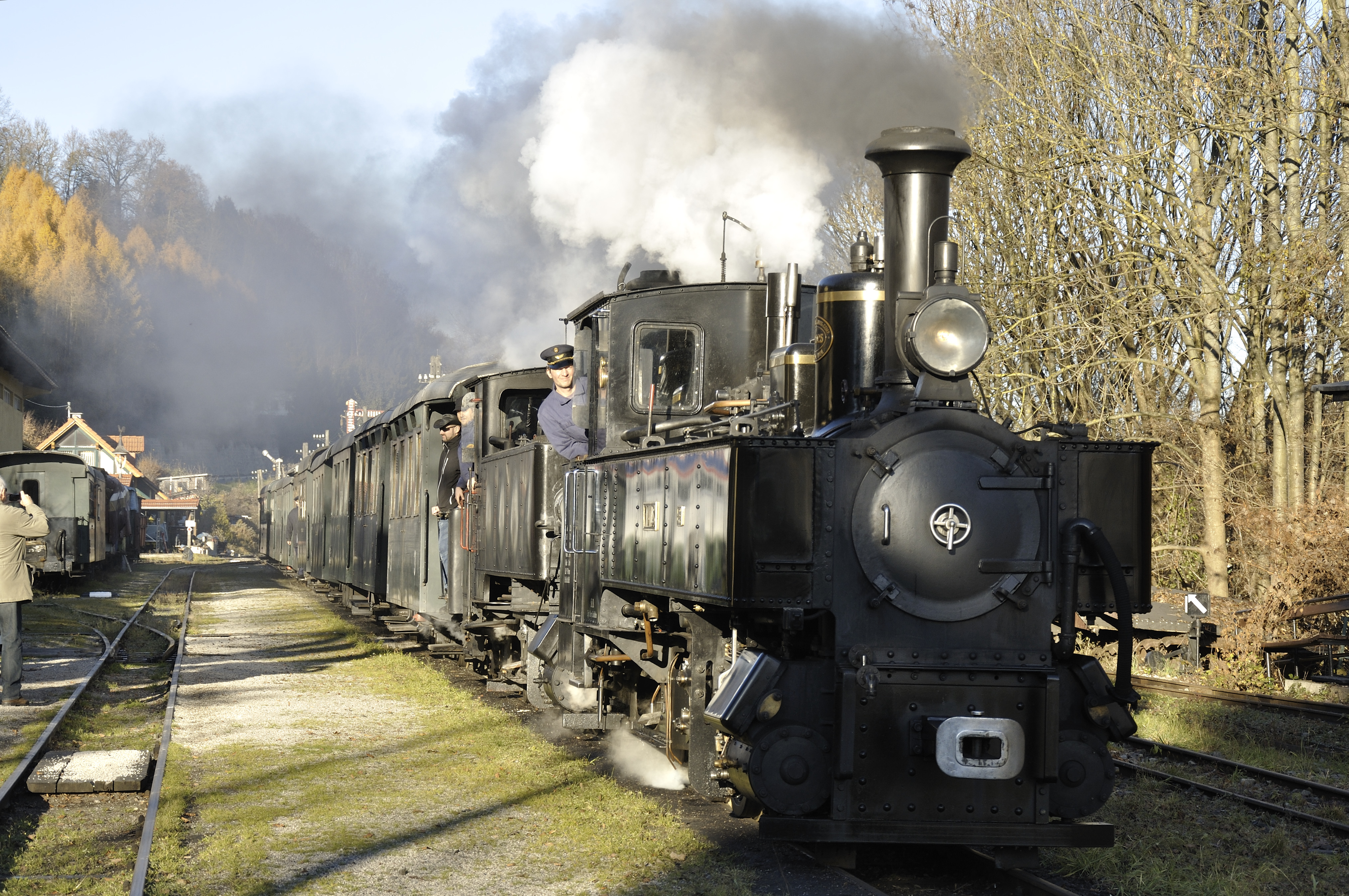
6 "クラウス（Klaus）"（2011年撮影）
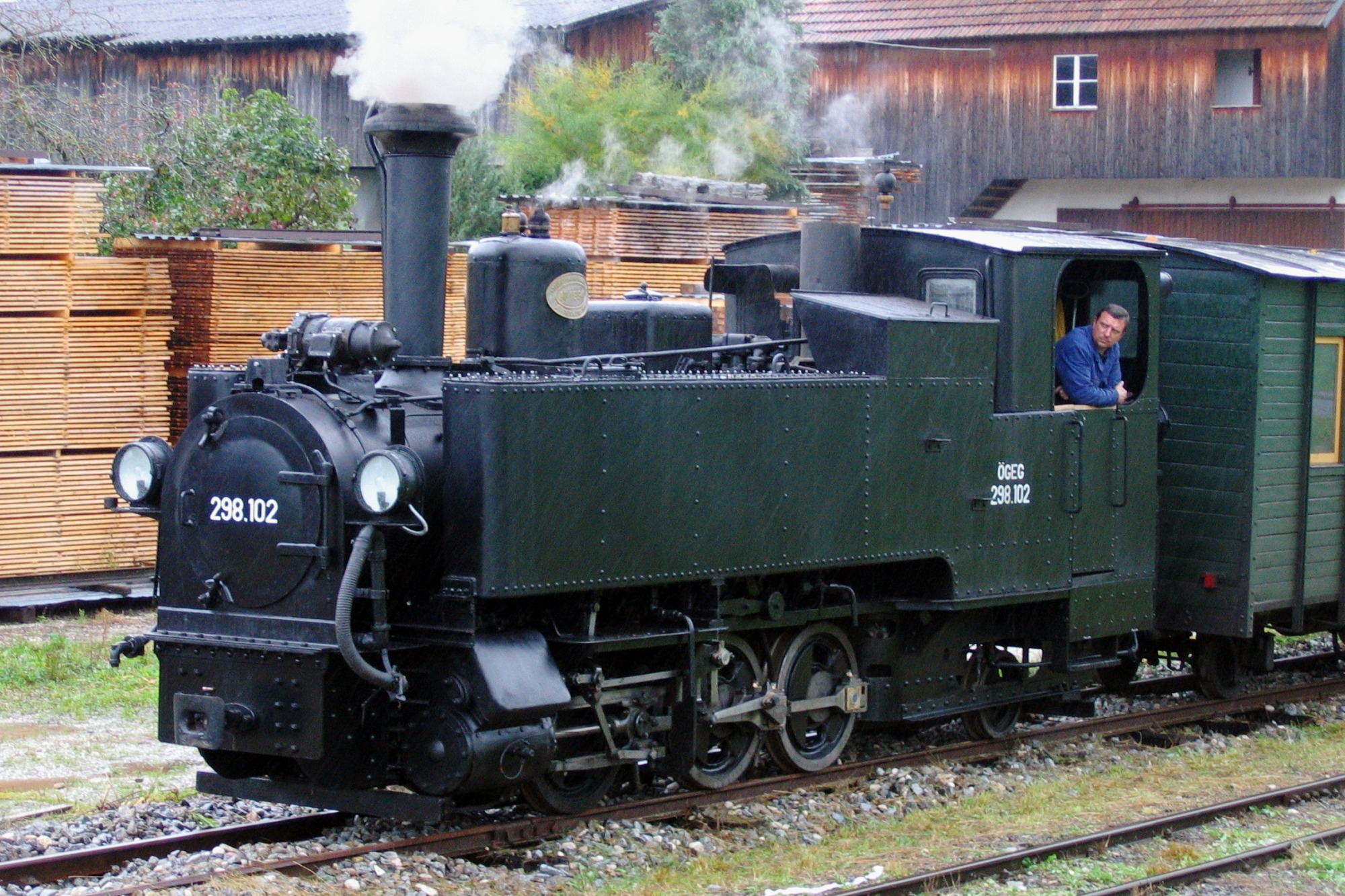
298.102（2004年撮影）
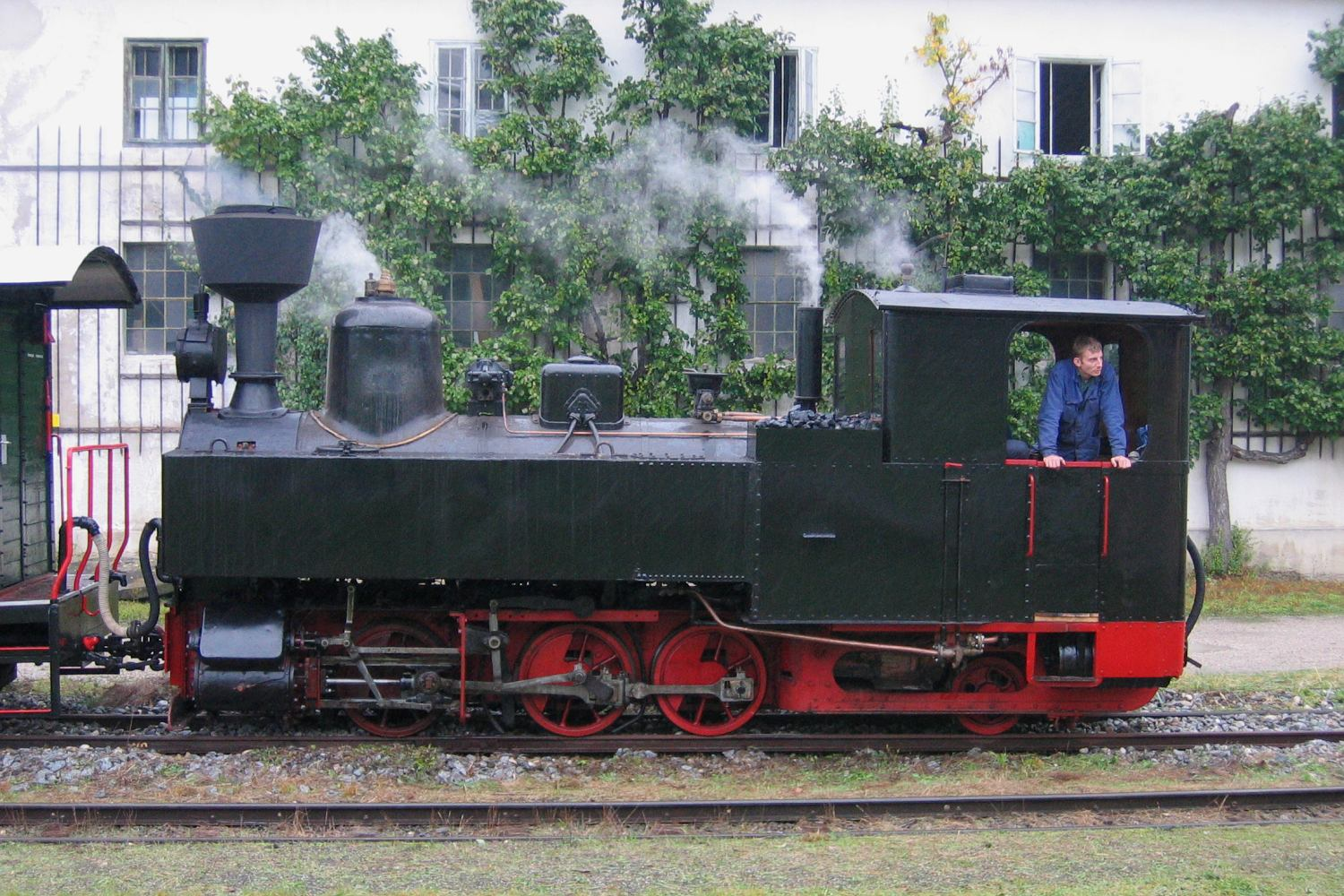
298.52（2004年撮影）
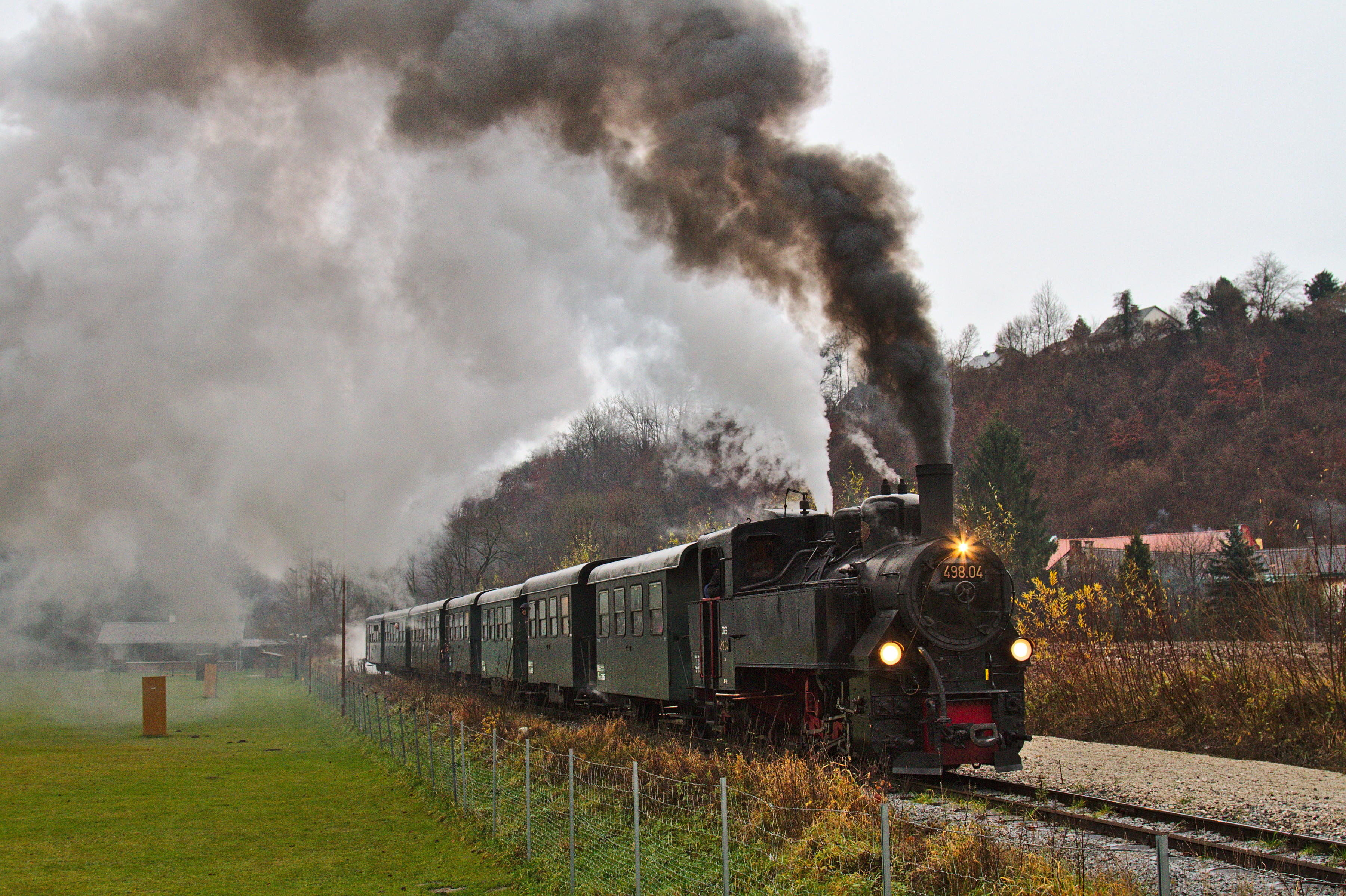
498.04（2014年撮影）